# Festival de Música Popular Brasileira 1966
O Festival de Música Popular Brasileira de 1966 foi a segunda edição do Festival de MPB organizado pela TV Record, com apoio jornalístico da extinta revista paulista Intervalo e transmissão simultânea da recém-criada TV Globo Rio de Janeiro, sediada na Guanabara, e da TV Paulista, conforme registra o disco musical gravado pela direção do canal 7 paulista, com as principais canções do evento. Aconteceu entre 27 de setembro e 10 de outubro de 1966, com todos os eventos sendo realizados no Teatro Record Consolação, em São Paulo.
A vencedora pela votação do júri foi "A Banda" (Chico Buarque de Hollanda), interpretada por Nara Leão, mas havia grande aclamação do público em relação a "Disparada" (Geraldo Vandré/ Théo de Barros), interpretada por Jair Rodrigues, Trio Marayá e Trio Novo, e, devido a Chico Buarque considerar "Disparada" melhor até mesmo que a sua canção, anunciou que não aceitaria receber o prêmio sozinho, de modo que as duas canções foram consideradas empatadas, dividindo o 1º lugar.

## Formato
Todas as 2635 canções inscritas foram ouvidas por um corpo de cinco jurados (composto por César Mariano, Júlio Medaglia, Raul Duarte, Roberto Corte Real e Roberto Freire, que mais tarde comporiam também o juri da parte televisionada), que foi responsável por eleger 36 canções.
As 36 selecionadas foram dividas em três eliminatórias (27 e 28 de setembro e 1 de outubro), onde um júri composto por 12 membros iria pontuar as canções e, as quatro com maior pontuação de cada eliminatória avançaram à final. Lembrando que as canções classificadas eram reapresentadas ao final de cada eliminatória.
Na finalíssima, as 12 canções eram avaliadas novamente pelo mesmo júri das eliminatórias. Ao final, a premiação aconteceu da seguinte forma:
|          | Prêmio         |
| -------- | -------------- |
| 1º Lugar | Cr$ 20 milhões |
| 2º Lugar | Cr$ 10 milhões |
| 3º Lugar | Cr$ 5 milhões  |
| 4º Lugar | Cr$ 3 milhões  |
| 5º Lugar | Cr$ 2 milhões  |

Além destes, ainda era conferida uma viagem à Itália como prêmio de melhor letra. Como duas canções empataram em primeiro lugar, os organizadores acabaram dando 15 milhões de cruzeiros para cada.

## Júri
O corpo de jurados foi composto por 12 membros que representassem um equilíbrio entre as facções políticas e musicais a concurso. O júri acabou sendo composto da seguinte forma:
| Alberto Medauar jornalista | César Mariano pianista        | Denis Brean jornalista e compositor  | Franco Paulino crítico musical  |
| Júlio Medaglia maestro     | Luís Guedes jornalista        | Mário Lago compositor                | Paulo Vanzolini compositor      |
| Raul Duarte jornalista     | Roberto Corte Real jornalista | Roberto Freire escritor e jornalista | Sílvio Túlio Cardoso jornalista |

## Finalíssima
A finalíssima aconteceu dia 10 de outubro de 1966, no Teatro Record Consolação, em São Paulo.
| Ordem | Interpretes               | Canção                 | Autores                     | Resultado |
| ----- | ------------------------- | ---------------------- | --------------------------- | --------- |
| 01    | Jair Rodrigues            | "Disparada"            | Geraldo Vandré              | 1º        |
| 02    | MPB4                      | "Canção de Não Cantar" | Sérgio Bittencourt          | 4º        |
| 03    | Elza Soares               | "De Amor Ou Paz"       | Adualto Santos Panamá       | 2º        |
| 04    | Jair Rodrigues            | "Canção para Maria"    | Paulinho da Viola e Capinam | 3º        |
| 05    | Leny Eversong             | "Lá Vem O Bloco"       | Carlos Lira e G. Guarnieri  | -         |
| 06    | Chico Buarque e Nara Leão | "A Banda"              | Chico Buarque               | 1º        |
| 07    | Maísa                     | "Amor, Paz"            | Vera Brasil e Maísa         | -         |
| 08    | Elis Regina               | "Ensaio Geral"         | Gilberto Gil                | 5º        |
| 09    | Elis Regina               | "Jogo de Roda"         | Edu Lobo e Rui Guerra       | -         |
| 10    | Roberto Carlos            | "Flor Maior"           | Célio Borges Pereira        | -         |
| 11    | Maria Odete               | "Um Dia"               | Caetano Veloso              | -         |
| 12    | Nara Leão                 | "O Homem"              | Millôr Fernandes            | -         |